# Кристіан ван Каувенберг
Кристіан ван Каувенберг (нід. Christiaen van Couwenbergh; 8 липня 1607 — 4 липня 1667) — нідерландський художник часів Золотої доби голландського живопису, майстер побутових та історичних картин. Представник Делфтської школи.

## Життєпис
Походив з родини ювелірів. Син Гіліса ван Каувенберга, срібних справ майстра з Мехелену. Мати художника була сестрою живописця Якоба Восмаєра (фахівця з квіткового натюрморту). Народився 1604 року у м. Делфт. Навчався живопису в Яна ван Неса, який своєю чергою був учнем портретиста Міхеля ван Міревельта.
На початку 1620-х років здійснив поїздку до Італії. Після повернення деякий час провів в Утрехті між 1624 і 1626 роками. 1627 року вступив до гільдії Св. Луки міста Делфт.
У 1630 році він одружився з представницею заможного роду ван дер Дуссен. З 1638 до 1647 року отримував численні замовлення від штатгальтера Фредеріка Генріха Оранського.Першою стала картина «Діана» (тепер втрачена), за яку художник отримав 800 гульденів. В цей час фактично очолив живопис історичного напрямку в Делфті.
Взимку 1647–1648 року переїздить до Гааги, де входить в тамтешню гільдію Св. Луки. Втім надалі, попри значну спадщину від своєї дружини, яка померла в 1653 році, Кристіан ван Каувенберг накопичив численні борги. Тому у 1654 році він перебрався до Кельна, де продовжував створювати картини до своєї смерті в 1667 році.

## Творчість
Спочатку на його стиль вплинули роботи фламандських майстрів Рубенса, Якоба Йорданса і Герріта ван Гонтгорста, інших утрехтських караваджистів. Перші роботи відносяться до 1624–1626 років.
Надалі Кристіан ван Каувенберг не пішов по шляху прямого наслідування останнім, але в алегоричних і жанрових творах часто звертався до спадщини відразу декількох живописців, зберігаючи при цьому лише йому одному властивий авторський почерк.
Створював міфологічні картини для палаців в Гонселаарсдейк і Рейсвейк (1638, 1642, 1643, 1647 роки). Також ван Каувенберг прикрашав фризами з мисливськими мотивами і військові трофеями причали в Оранеєзаал (1651 рік).
У жанрових творах 1630-х років Каувенберг відходить від театралізованих по духу декоративних сцен, якими він прикрашав палаци голландської знаті, і звертається до інтер'єрного жанру, оточуючи своїх персонажів побутовими речами. Від караваджизму художник зберігає лише великий масштаб фігур. Решта рис, насамперед увага до деталей, виразність жестів, невимушеність поз дійових осіб дозволяють дослідникам робити аналогії з принципами Гарлемської школи.
Ван Каувенберге також малював гобелени і сімейні портрети. Його зразки часто шаблони або незграбні. Проте, він мав чуття на широкі наслідки і м'які манери еротики, зокрема в біблійних сценах.

## Родина
Дружина — Елізабет, донька Дірка ван дер Дуссена, броваря і акціонера Ост-Індської компанії, бургомістра Делфта
- 7 дітей